# Au bout du monde (film, 1975)
Pour les articles homonymes, voir Au bout du monde.
Pour plus de détails, voir Fiche technique et Distribution.
Au bout du monde (На край света…, Na kraï sveta) est un film soviétique réalisé par Rodion Nakhapetov, sorti en 1975,.

## Fiche technique
- Titre français : Au bout du monde[3]
- Titre original : На край света…, Na kraï sveta
- Photographie : Vladimir Klimov, Konstantin Suponitski
- Musique : Bogdan Trotsiouk
- Décors : Sergeï Portnoï, Tatiana Vadetskaia
- Montage : Polina Skatchkova

## Distribution
- Vadim Mikheenko : Volodia
- Vera Glagoleva : Sima
- Vladimir Zeldine : père de Volodia
- Elza Lejdeï : mère de Volodia
- Piotr Glebov : oncle Vassia
- Boris Andreïev : agent d'escale ferroviaire
- Maria Vinogradova : femme d'agent d'escale
- Andreï Rostotski : Palchikov, le cordiste
- Nikolaï Pastoukhov : vieillard
- Makhmud Esambayev : homme en déplacement professionnel
- Larissa Kadotchnikova : Maria, le médecin
- Mykhaïlo Holoubovytch : Pavel